# Chiesa del Madonnino
La chiesa del Madonnino è una chiesa situata a Castiglioncello Bandini, frazione del comune di Cinigiano. La sua ubicazione è lungo via del Madonnino.

## Storia
L'edificio religioso fu costruito durante il XVII secolo nell'area esterna al borgo castellano, quando era probabilmente adibita ad oratorio, vista l'estrema vicinanza della chiesa di San Nicola al Castiglion del Torto, il castello di Castiglioncello Bandini).
Nel XX secolo fu posta la lapide sulla facciata anteriore all'esterno della chiesa in ricordo dei caduti.

## Descrizione
La chiesa del Madonnino si presenta come un edificio religioso con alcuni elementi stilistici tipici del barocco senese.
La facciata anteriore, con paramento murario rivestito in pietra, è caratterizzata dalla presenza del portale d'ingresso ligneo, preceduto da una coppia di gradini, di forma rettangolare, che si apre in posizione centrale, racchiuso tra due lesene in laterizi che sostengono l'architrave sommitale che costituisce la base di appoggio per il timpano di forma triangolare, che con il vertice giunge quasi sul lato inferiore della finestra rettangolare che si apre al centro della parte superiore della facciata. Su ciascun lato a fianco del portale d'ingresso si apre ad altezza d'uomo una finestra di forma quadrangolare, che consentiva in passato la sosta per la preghiera anche rimanendo all'esterno dell'edificio religioso; sopra la finestra laterale sinistra ha trovato collocazione la lapide in ricordo dei caduti.
Il fianco laterale sinistro della chiesa è addossato ad un corpo di fabbrica, sul quale è collocata la doppia cella campanaria, che fin dalle origini doveva ospitare la sagrestia.
L'interno si presenta ad aula unica, con il tetto a capriate ed un pregevole altare in stucco addossato alla parete posteriore.